# Horváti János
Horváti János (? – 1394. augusztus 15.) a Horváti családból származó nagy hatalmú országos főúr, macsói bán volt Nagy Lajos király uralkodásának végén. A király halála után előbb az özvegy Erzsébet királyné és Mária királynő híve lett, majd Kis Károly királyságát támogatta. Miután Károlyt Erzsébet és Garai nádor meggyilkoltatta, a délvidéki lázadók vezéreként testvérével, Horváti Pállal együtt egyik főszereplője lett a kitört belháborúnak. Megölte többek között Erzsébetet és Garai nádort is. Amikor Zsigmond felülkerekedett, Boszniába menekült.

## Élete
Horváti János – Thuróczi János krónikája szerint előbb „igen alacsony sorsú” nemes , majd valkói főispán, 1377 és 1381 között macsói bán – Nagy Lajos kedvelt hadvezére volt. A harmadik velencei háborúban 1378 tavaszán Himfi Benedekkel együtt ő vezette a magyar hadakat.
VI. Orbán pápa 1380-ban, mint Nápoly hűbérura, I. Johanna nápolyi királynőt megfosztotta trónjától, a végrehajtás Lajos királyra bízta, aki Durazzói Károly – a későbbi II. Károly magyar király, Kis Károly – javára lemondott nápolyi trónigényéről és Horváti János vezetésével 1381-ben hadsereget bocsátott a rendelkezésére, hogy érvényesíthesse jogait, amit ő meg is tett. Megfojtatta az évtizedekkel korábban férjét – András calabriai herceget, Lajos király öccsét – meggyilkoltató Johannát. 
Nagy Lajos halála után özvegye, Kotromanić Erzsébet magyar királyné 12 éves lányukat Máriát koronáztatta királlyá Demeter bíboros érsekkel.
Eleinte nem volt jele annak, hogy Károly be akarna avatkozni a magyar ügyekbe, még nápolyi hatalmának biztosításával volt elfoglalva. 1383 elején újabb magyar csapatok indultak Nápolyba Horváti János és Palisnai János vránai perjel vezetésével.  Ugyanekkor átalakítás zajlott az udvarban, amelynek során Horvátiék a háttérbe szorultak, Garai tábora előretört. A Nápolyban tartózkodó Horváti János nem kapott tisztséget, Horváti Pál zágrábi püspök sérelmére Alsáni Bálint pécsi püspök lett Erzsébet királyné főkancellárja, Garai rokona, Kórógyi István lett a macsói bán Liszkai Pál helyett, s Garai híve, Vezsenyi László lett az asztalnokmester, s Cudar György helyett Forgách Balázs, Garai későbbi fő szövetségese a pohárnokmester. 
Hazatérte után Horváti János 1384-ben a Vág menti Beszterce ispánja lett és az év végén a Lackfiakkal fellázadt a királynék ellen. 
1383-ban tört ki az első lázadás a Délvidéken, amelynek élén a Horvátiak és Palisnai János álltak. A lázadás 1385-ben megegyezéssel zárult, Horváti János ismét macsói bán lett. A Horvátiak az ősszel meghívták a trónra Durazzói Károlyt, más néven Kis Károlyt, akiért Horváti Pál és Kanizsai Miklós ment el Nápolyba. Károly szeptember 12-én érkezett Zenggbe, majd Demeter bíboros érsek 1385 szilveszterén Fehérvárott királlyá koronázta. 
Károly 39 nap uralkodás után az Erzsébet királyné és Garai által 1386. február 7-re szervezett merényletben súlyosan megsérült Forgách Balázs tőrétől. Másnap Visegrádra vitték, ahol február 24-én meghalt. Az egyik forrás szerint megmérgezték, a másik szerint megfojtották. 
Horváti február 8-án a Délvidékre indult, ahol ezután ismét kitört a felkelés. Horváti Pál újra Nápolyba hajózott, hogy onnan segítséget hozzon és rávegye Kis Károly özvegyét, hogy fia, Nápolyi László vegye át apja helyét Magyarországon. Horváti a zágrábi székesegyház fenntartására összegyűlt összeget is katonai célokra fordította. 
A felkelést Garai és a két királynő egy délre utazással próbált lecsendesíteni. 1386. július 26-án azonban Gara mellett Horváti János és Palisnai János rajtaütöttek a meneten, megölték Garai Miklóst, Jánost és Forgách Balázst, a két királynőt pedig foglyul ejtették. A két Garai és Forgách levágott fejét Kis Károly özvegye Nápolyban tette közszemlére. Erzsébetet és Máriát először a Zágráb melletti Gomnecen (ma Ivanićgrad) őrizték, majd továbbvitték Krupa várába, végül Novigrádba. Nápolyba szállításukat a velencei gályák megakadályozták. 
A Garaiak pártja erősen meggyengült, ezért az 1386. augusztus 27-re Fehérvárra összehívott országgyűlés megbékélésre szólított fel. A Horvátiakat arra, hogy engedjék szabadon a királynőket, őket pedig arra, hogy bocsássanak meg a Horvátiaknak. A királynőket valószínűleg csak ekkor vitték Novigrádba, ahol az őrizetük nem volt túl szoros. Erzsébet innen üzenetet küldött Budára híveinek és Zsigmondnak, hogy szövetkezzenek Velencével a Horvátiak ellen. 
Zsigmondnak sikerült minden Horváti-ellenes erőt egy táborba tömöríteni, felvette a Magyarország kapitánya címet és serege élén Mária kiszabadítására indult. Válaszul Horváti János Mária szeme láttára pribékjeivel megfojtatta  Erzsébetet 1387 január elején. A felkelők Kis Károly fia, Nápolyi László nevében az egész ország meghódítására készültek. Horváti Pál és Palisnai János 1387 elején ismét Nápolyban járt, hogy Kis Károly fiát, Lászlót hívják meg a magyar trónra. A magyar történelemben Nápolyi Lászlóként ismert trónkövetelő ezúttal még nem jött Magyarországra, de magát ünnepélyesen Magyarország királyának nyilvánította és kinevezte Horváti Jánost helytartójává, valamint szlavón és macsói bánná. Palisnai János horvát és dalmát báni kinevezést kapott. A gyakorlatilag ellenfél nélkül maradt Zsigmond azonban gyorsan úrrá lett a helyzeten. Szövetséget kötött, ligát szervezett a magyar főúri családok vezető képviselőivel, megszerezte Velence katonai segítségét és 1387. június 4-én sikerült a lázadók utolsó várát, Novigrádot is elfoglalnia. A Horváti testvéreknek sikerült Boszniába menekülniük és 1394-ig Dobor várából próbáltak Nápolyi László nevében fellépni. 1394 júniusában Zsigmond hadai bevették a várat és a testvéreket foglyul ejtették.
Thuróczy János krónikája szerint „Mária királynő […] biztatta Zsigmond királyt arra, hogy emelje fel bosszúálló karját a felségsértők ellen”, mert meg akarta bosszulni anyja halálát. Horváti Jánost végül Pécsett kegyetlenül kivégezték. Horváti Pál zágrábi püspököt nem ölték meg, „de nem tudta már elérni, hogy visszahelyezzék püspöki székébe”. A Horváti János haláláról szóló krónikarészletet a kutatók nagy része elfogadja, más részük – például Mályusz Elemér – későbbi betoldásnak és hiteltelennek tartja. 